# Чартер авио-компанија
Чартер авио-компанија (енгл. charter airline) је тип авио-компаније која се бави изнајмљивањем целог авиона, за разлику од класичних авио-компанија, које се баве продајом карата за једно седиште.
Овај тип авио-компанија се поред превоза путника, бави и превозом терета и може имати улогу као ваздушна амбуланта. Овакве авио-компаније су веома прилагодљиве у погледу времена, што је њихова најважнија одлика.